# Johann Rudolf Wetter

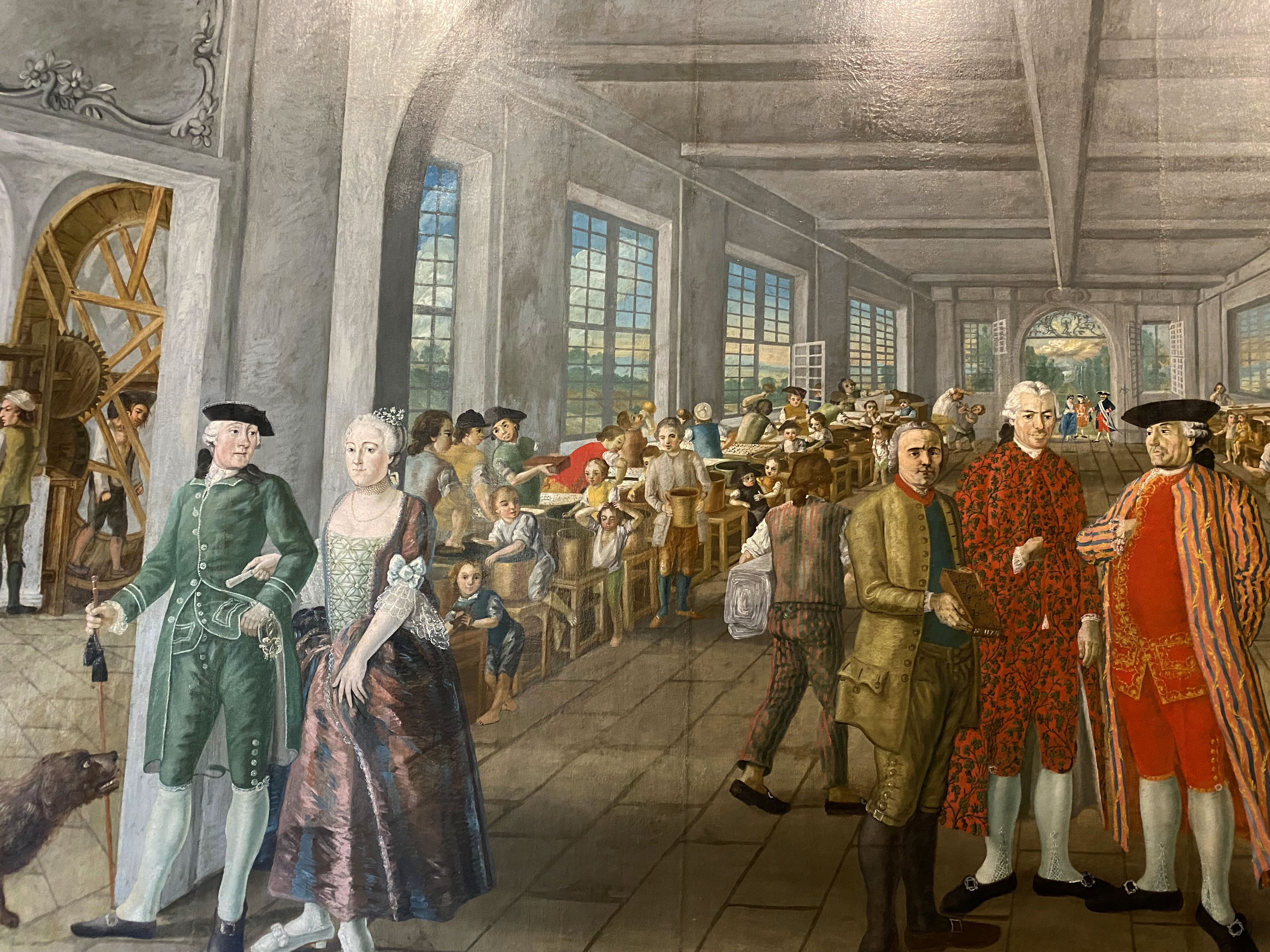
Links Johann Rudolf Wetter mit seiner Frau, hinten Kinder an der Arbeit, rechts zeigt ein Arbeiter den Direktor der Fabrik eine Druckplatte (1764)

Johann Rudolf Wetter (* 8. November 1705 in Herisau; † nach 1767 vermutlich in Orange; heimatberechtigt in Herisau) war ein Schweizer Textilunternehmer und Industriepionier aus dem Kanton Appenzell Ausserrhoden.

## Leben
Johann Rudolf Wetter war ein Sohn von Lorenz Wetter und Bruder von Adrian Wetter. Er war verheiratet mit Jeanne Fiquet, Französin.
Wetter kam mit 14 Jahren nach Frankreich. In den 1720er Jahren wurde er Teilhaber des Handelshauses Binder, Wetter et Compagnie in Marseille. 1744 gründete er die erste Stoffdruckerei in Marseille. Diese ging 1755 in Liquidation. Er war Teilhaber einer Tuchfabrik in Aubagne, Provence, und einer Seifensiederei in den Niederlanden. Bis 1767 leitete er die von ihm 1757 in Orange gegründete Stoffdruckmanufaktur Manufacture de I. R. Wetter et sa Compagnie à Orange Bon Teint. Diese stellte qualitativ hochwertige und begehrte bunte Baumwollstoffe, sogenannte toiles d’Orange, her. Wetter zählte zu den Industriepionieren Frankreichs.